# NGC 225
NGC 225 (другое обозначение — OCL 305) — рассеянное звёздное скопление в созвездии Кассиопеи.
Скопление расположено, по последним оценкам, на расстоянии около 585 пк от нас.
NGC 225 содержит сравнительно мало звёзд, но на его изображение накладывается множество «фоновых» звёзд, не входящих в скопление, что затрудняет исследования. В одной работе, из 289 звёзд, видимых в окрестности NGC 225, только 28 были идентифицированы как его члены. Полная масса скопления оценивается от 60 до 88 масс Солнца.
Относительно возраста скопления в источниках имеются сильные разногласия. В 1991 году он был оценен в 120 млн лет. Позже другие исследователи обнаружили в скоплении звёзды Хербига, из чего сделали вывод, что его возраст очень мал (менее 10 млн лет). В работе 2016 года принадлежность этих звёзд к скоплению опровергнута, а его возраст оценен в 900±100 млн лет.
Также установлены параметры орбитального движения скопления вокруг центра Галактики: эксцентриситет орбиты 0.07±0.01 и период обращения 225±5 млн лет.
NGC 225 входит в число объектов, перечисленных в оригинальной редакции «Нового общего каталога».